# Métacercaire

Métacercaire de Clinostomum phalacrocoracis

Une métacercaire est l'enkystement d'une cercaire à la sortie de son hôte intermédiaire et qui s'est fixée sur un végétal, par exemple.